# Hazim Tahsin Saied Beg
Mir Hazim Tahsin Saied Beg (geboren am 1. Mai 1963 in Baadre) ist das derzeitige weltliche Oberhaupt (Mir) der Jesiden.
Er ist der Sohn des ehemaligen weltlichen Oberhauptes der Jesiden, Mir Tahsin Saied Beg.
Hazim Tahsin Saied Beg wurde am 27. Juli 2019 in Lalisch im Norden des Iraks zum weltlichen Oberhaupt der Jesiden ernannt.
Jesiden, die mit der Arbeiterpartei Kurdistans verbunden sind, erkennen Hazim Tahsin Saeid Beg nicht als weltliches Oberhaupt der Jesiden an und betrachten stattdessen Naif Dawud Sulaiman Beg als weltliches Oberhaupt der Jesiden.